# مصطفى الأمين
مصطفى الأمين شخصية وطنية من السودان ويعتبر أحد البارزين في عالم المال والتجارة في مرحلة ما قبل الاستقلال وما بعدها، شخصية وطنية شاركت بصور مختلفة في دعم حركة الاستقلال، وفي دعم وتطوير التعليم الأهلي.

## ميلاده ونشأته
ولد مُصطفى الأمين في المتمة في 1889م، نشأ في (البلو) مقر قبيلة الجعليين. يرجع أصله إلى فرع الحمداب من جده المك محمد (مك الجعليين) وينتمي أيضاً لجعليي المسلماب من جده المك (بشير ود عقيد) آخر مك للجعليين، ترعرع في حوش خاله (عوض الكريم أبو نخيلة) الذي أصيب في معركة أبوطليح 1885م.

### بداياته
عمل الشيخ مصطفى الأمين في مقتبل عمره بائعاً للبروش والصفائح والجوالين الفارغة، ثم عامل دريسة في سكة حديد السودان، واتجه بعد ذلك إلى التجارة فتاجر بالمنتجات المحلية ما بين أبوحمد وحلفا، ثم سافر إلى منطقة شركيلا بولاية كردفان وامتلك فيها محلاً متواضعاً لبيع القرض والجلود وعسل النحل وغيرها من البضائع البسيطة، وما إن ينجح في جمع اليسير، فأصبح يشتري الفول السوداني من كردفان ويبيعه لأصحاب المعاصر ثم تطور في العمل واشترى قشارة وأصبح يشتري الفول من المزارع ويبيعه مقشوراً، فتطورت تجارته وأصبح لديه العديد من القشارات في كل من حلفا والغبشة.
في عام 1924م انتقل إلى الخرطوم وبعد فترة قرر تغيير مسار عمله من الخرطوم، فهاجر إلى شرق كردفان وعمل بالزراعة المطرية فزرع مخمس في منطقة الحريزية التي تقع بين الغبشة وود عشانا، لكنه لم يستمر في هذا النشاط طويلاً فغير في 1925 لتجارة الحبوب الزيتية والفول السوداني والسمسم،  في كل من أم روابة وشركيلا والغبشة، ولما كان المحصول في ذلك العام وفيراً امتلأت شوارع أم روابة بتلال الذرة صدرها لمصر ثم منها  إلى أوروبا. 
أسس مصنع زيوت ببورتسودان وصدر انتاجه للخارج. وهو من أوائل السودانيين الذين عملوا في تصدير المنتجات الزيتية للدول الأخرى لا سيما أوروبا. ثم توسع الشيخ مصطفى الأمين في نشاط الصادر، فمضى يصدر السمسم إلى فنزويلا. غيّر نشاطه مرة أخرى واتجه نحو الصناعة، فكان أول من واكب ومارس الصناعة في أطوارها الأولى البدائية إلى الطور الآلي الحديث، وفي 1930 أنشأ معصرة في شركيلا ثم الغبشة. وأصبح يمتلك أكثر من مائة عصارة بدائية في تلك المناطق وما جاورهما، ثم أدخل المعاصر الهيدرولكية الألمانية في الغبشة التي طورها إلى المعاصر الكهروميكانيكية لإنجليزية في عام 1958م بمدينة بورتسودان لتبدأ رحلة الانفتاح للعالمية، وبذلك يعتبر الشيخ مصطفى الأمين سفير الاقتصاد السوداني
وفي 1976 استقدم أحدث تقنيات استخلاص الزيوت في العالم عن طريق المذيبات العضوية البلجيكية، فكانت سابقة في تاريخ السودان، وفي 1980 كان أول من صدر الفول السوداني النقاوة لأمريكا وشيد في نفس العام أكبر مجمع صناعي خدمي متكامل في الشرق الأوسط وأفريقيا تحمل اسم (أبا المعتصم) في مساحة قدرها 78 فداناً بالباقير، ويتكون من 13) وحدة إنتاجية متكاملة تشمل الصابون بأنواعه المختلفة، بالإضافة إلى القشارات معاصر الزيوت، بالإضافة إلى صناعة الكرتون والصفيح والبلاستك، فضلاً عن إنشاء محطة كهرباء قائمة بذاتها، وبناء سكن متكامل للخبراء الأجانب والمهندسين والعاملين، حيث جلب عدداً من الخبراء الأجانب للعمل بالمجمع وتدريب المهندسين والعمال الذين ساهموا في المشروعات القومية.
فهو أول من صدر زغب القطن للمصانع الحربية المصرية، وأصبحت ألمانيا بفضله أكبر مشترٍ للأمباز والزيت، فتأسس له فيها نفوذ كبير، وهذا ما جعله يردد فخراً أن أعماله تمتد من الغبشة إلى هامبورغ

### مساهماته
ساهم في تأسيس البنك التجاري الذي أصبح البنك العالمي للاستثمار ثم البنك السوداني الفرنسي والبنك السعودي السوداني كما ساهم في العديد من الشركات الوطنية  
في 1944م أسس مدرسة الخرطوم الأهلية والمحال التجارية الملتصقة بالمدرسة من الخارج أعلن لاحقا في العام 1972م تبعيتها لوزارة التربية والتعليم  التي غيرت اسمها إلى مدرسة الشيخ مصطفى الأمين ونبعت فكرة المدرسة عندما منحت الحكومة الإنجليزية الخواجة كمبوني قطعة الأرض التي أسس عليها مدارس كمبوني والكنيسة التي تتبع لها، وكان حينها يعمل تاجراً في زريبة العيش في المنطقة التي بنى عليها مدرسة الخرطوم الأهلية.

#### تكريمه
- نال العديد من الأوسمة والأنواط
- وسام التعليم
- وسام ابن السودان البار
- كسوة الشرف، وفي 1984م
- منح من جامعة الخرطوم درجة الماجستير الفخرية
- عضواً في جمعية اللواء الابيض
- عضواً بحزب الأمة والساعد الأيمن للإمام عبد الرحمن المهدي.